# Premierzy Bośni i Hercegowiny

## Chronologiczna lista szefów rządów Bośni i Hercegowiny

### Premierzy Republiki Bośni i Hercegowiny (1992–1997)
| # | Imię i nazwisko             | Portret        | Kadencja             | Kadencja             | Partia polityczna | Partia polityczna | Rząd |
| # | Imię i nazwisko             | Portret        | Od                   | Do                   | Partia polityczna | Partia polityczna | Rząd |
| - | --------------------------- | -------------- | -------------------- | -------------------- | ----------------- | ----------------- | ---- |
| 1 | Jure Pelivan (1928–2014)    |                | 20 grudnia 1990      | 6 czerwca 1992       |                   | HDZ BiH           | 1    |
| 1 | Jure Pelivan (1928–2014)    | 6 czerwca 1992 | 9 listopada 1992     | 2                    |                   | HDZ BiH           |      |
| 2 | Mile Akmadžić (ur. 1939)    |                | 9 listopada 1992     | 25 października 1993 |                   | HDZ BiH           | •    |
| 3 | Haris Silajdžić (ur. 1945)  |                | 25 października 1993 | 29 lipca 1994        |                   | SDA               | 1    |
| 3 | Haris Silajdžić (ur. 1945)  | 29 lipca 1994  | 30 stycznia 1996     | 2                    |                   | SDA               |      |
| 4 | Hasan Muratović (1940–2020) |                | 30 stycznia 1996     | 3 stycznia 1997      |                   | SDA               | •    |

### Współprzewodniczący Rady Ministrów Bośni i Hercegowiny (1997–2000)
| # | Imię i nazwisko                                           | Portret | Kadencja        | Kadencja       | Partia polityczna | Partia polityczna | Rząd |
| # | Imię i nazwisko                                           | Portret | Od              | Do             | Partia polityczna | Partia polityczna | Rząd |
| - | --------------------------------------------------------- | ------- | --------------- | -------------- | ----------------- | ----------------- | ---- |
| 5 | Haris Silajdžić (ur. 1945) Boro Bosić (ur. 1950)          |         | 3 stycznia 1997 | 3 lutego 1999  |                   | SBiH              | •    |
| 5 | Haris Silajdžić (ur. 1945) Boro Bosić (ur. 1950)          | SDS     | 3 stycznia 1997 | 3 lutego 1999  |                   |                   | •    |
| 6 | Haris Silajdžić (ur. 1945) Svetozar Mihajlović (ur. 1949) |         | 3 lutego 1999   | 6 czerwca 2000 |                   | SBiH              | •    |
| 6 | Haris Silajdžić (ur. 1945) Svetozar Mihajlović (ur. 1949) | SP      | 3 lutego 1999   | 6 czerwca 2000 |                   |                   | •    |

### Przewodniczący Rady Ministrów Bośni i Hercegowiny (2000–)
| #  | Imię i nazwisko              | Portret | Kadencja             | Kadencja             | Partia polityczna | Partia polityczna | Rząd |
| #  | Imię i nazwisko              | Portret | Od                   | Do                   | Partia polityczna | Partia polityczna | Rząd |
| -- | ---------------------------- | ------- | -------------------- | -------------------- | ----------------- | ----------------- | ---- |
| 7  | Spasoje Tuševljak (ur. 1952) |         | 6 czerwca 2000       | 18 października 2000 |                   | SDS               | •    |
| 8  | Martin Raguž (ur. 1958)      |         | 18 października 2000 | 22 lutego 2001       |                   | HDZ BiH           | •    |
| 9  | Božidar Matić (1937-2016)    |         | 22 lutego 2001       | 18 lipca 2001        |                   | SDP BiH           | •    |
| 10 | Zlatko Lagumdžija (ur. 1955) |         | 18 lipca 2001        | 15 marca 2002        |                   | SDP BiH           | •    |
| 11 | Dragan Mikerević (ur. 1955)  |         | 15 marca 2002        | 23 grudnia 2002      |                   | PDP               | •    |
| 12 | Adnan Terzić (ur. 1960)      |         | 23 grudnia 2002      | 11 stycznia 2007     |                   | SDA               | •    |
| 13 | Nikola Špirić (ur. 1956)     |         | 11 stycznia 2007     | 12 stycznia 2012     |                   | SNSD              | •    |
| 14 | Vjekoslav Bevanda (ur. 1956) |         | 12 stycznia 2012     | 31 marca 2015        |                   | HDZ BiH           | •    |
| 15 | Denis Zvizdić (ur. 1964)     |         | 31 marca 2015        | 23 grudnia 2019      |                   | SDA               | •    |
| 16 | Zoran Tegeltija (ur. 1961)   |         | 23 grudnia 2019      | 25 stycznia 2023     |                   | SNSD              | •    |
| 17 | Borjana Krišto (ur. 1961)    |         | 25 stycznia 2023     | nadal                |                   | HDZ BiH           | •    |